# Joseph Vögele

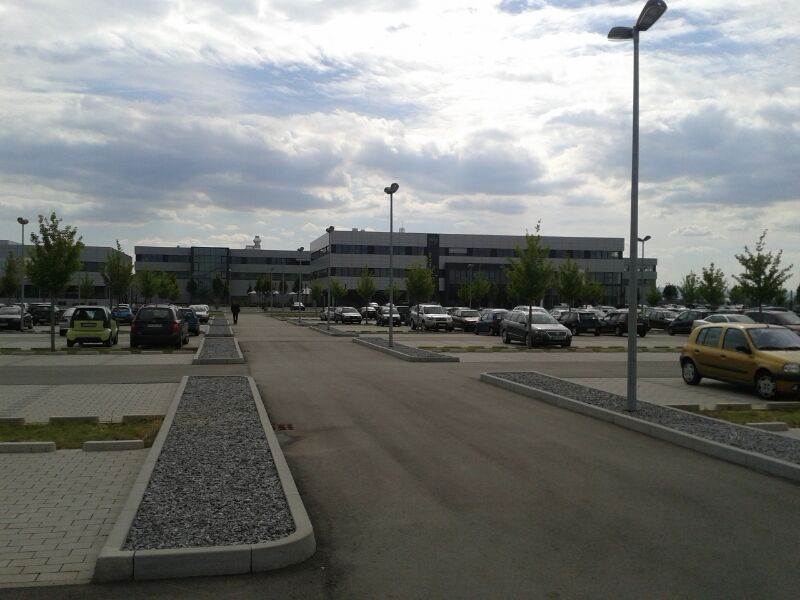
Das 2010 eröffnete Werk in Ludwigshafen am Rhein

Die Joseph Vögele AG ist ein Maschinenbauunternehmen mit Sitz in Ludwigshafen am Rhein. Die Gesellschaft ist ein international tätiges Unternehmen im Bereich des Straßen- und Wegebaus. Das Hauptaugenmerk der Produktion liegt im Bau von Straßenfertigern. Als Teil der Wirtgen Group gehört das Unternehmen zum US-amerikanischen Land- und Baumaschinenkonzern Deere & Company.

## Produkte
Der Schwerpunkt der Produktion liegt bei den Straßenfertigern, die als Maschinen mit Rad- oder Raupenantrieb hergestellt werden. Das Produktspektrum umfasst die Kleinfertiger der Mini Class für den Einbau von Fußgänger- und Wirtschaftswegen, die Straßenfertiger der Compact Class und Universal Class für den Straßeneinbau von bis zu 10 Metern und der Highway Class für Projekte wie Autobahnen und Flughäfen. Das größte Modell SUPER 3000-3 hat eine maximale Einbaubreite von 18 Metern und kann bis zu 1.600 Tonnen pro Stunde verarbeiten. Die maximale Dicke des Straßenbelags beträgt hier 50 cm.
Die ebenfalls hergestellten Beschicker der Serie PowerFeeder transportieren das benötigte Material in die Fertiger. Die produzierten Einbaubohlen, welche an das hintere Ende der Fertiger angehängt werden, bringen den eingebauten Straßenbelag wie Asphalt oder Beton mit entsprechendem Profil und Einbaustärke auf. Man spricht bei dem Zusammenspiel der verschiedenen Maschinen von Beschicker und Straßenfertiger auch von einem Einbauzug.
Mit Einführung der „Strich 3“-Generation 2012 wurde nicht nur das ergonomische Bedienungskonzept weiterhin optimiert, sondern auch am Maschinendesign grundlegende Änderungen vollzogen. Dies führte im Jahr 2013 zum Gewinn des Industriedesign-Wettbewerbs iF Award durch die Maschine SUPER 1900-3. Dieser wurde bereits 2007 für das Vorgängermodell SUPER 1900-2 verliehen. Im Jahr 2009 gewannen die Produkte der VISION-Serie den Preis.

### Straßenfertiger
Das derzeitige Produktspektrum für Straßenfertiger der Joseph Vögele AG teilt sich auf in die Serie SUPER und die Produktserie VISION speziell für den nordamerikanischen und australischen Markt. Bei der Produktbezeichnung steht die Ziffer hinter dem Bindestrich für die Maschinengeneration (gesprochen: „Strich 3“) und die letzte Ziffer der ersten Nummer für die Anzahl der Achsen („0“ für Raupenantrieb, „3“ für dreiachsigen Radantrieb).

### Beschicker
Die Beschicker unter dem Namen PowerFeeder dienen bei größeren Baustellen der Steigerung der Wirtschaftlichkeit (durch einen kontinuierlichen Materialfluss und damit weniger Stillstandszeiten), können aber auch zu Spezialzwecken verwendet werden; so ist beispielsweise beim Bau von Hilfswegen parallel zur Fahrbahn die Beschickung mittels schwenkbarem Förderband möglich.

### Einbaubohlen
Die Einbaubohle (auch oftmals nur Bohle genannt) werden an die Rückseite des Fertigers gehängt und sorgen beim Überfahren des einzubauenden Materials durch ausstattungsabhängige Maßnahmen für das entsprechende Einbauergebnis. Die Joseph Vögele AG bietet zwei Grundformen der Einbaubohle an: Die Ausziehbohlen, welche durch Hydraulik ihre Arbeitsbreite ändern kann und die Starren Bohlen, welche mit fixen Modulen verbreitert werden kann.

## Geschichte

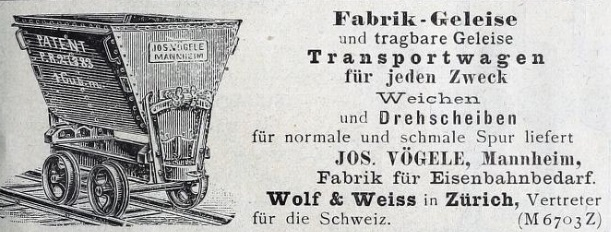
Anzeige für Vögele-Produkte in der Schweizerischen Bauzeitung (1890)

Das Unternehmen wurde 1836 von dem Schmied Joseph Vögele in Mannheim gegründet. Es etablierte sich als Zulieferer für die Eisenbahn, ein Jahr zuvor war die erste deutsche Eisenbahn von Nürnberg nach Fürth gefahren. Zusammen mit dem Schienennetz wuchs das Unternehmen und lieferte Weichen, Schiebebühnen, Drehscheiben und Rangieranlagen.
1925 begann man, den Schwerpunkt der Produktpalette zum Straßenbau zu verlagern. Die ersten Betoneinbauzüge, Bodenvermörtler und Asphaltdeckenfertiger wurden konstruiert. Mit der rasanten Steigerung des Straßenverkehrs wurde diese Sparte rasch zur wichtigsten im Unternehmen. Nach dem Zweiten Weltkrieg übernahm Vögele von Bosch die Schmierpumpensparte. Das hierfür 1960 in Hockenheim errichtete Werk wurde 1999 an die Willy Vogel AG verkauft.
1996 übernahm die Wirtgen Group die Mehrheit an der Joseph Vögele AG. Die letzten Aktionäre, die noch 1,75 Prozent der Anteile hielten, wurden 2002 in einem Squeeze-out abgefunden und die Börsennotierung der Aktie wurde eingestellt. 2004 wurde die zuvor nach Slowenien ausgelagerte Produktion des kleinsten Straßenfertigers im Programm wieder zurück nach Mannheim geholt. 2006 erwirtschafteten etwa 800 Mitarbeiter einen Umsatz von 320 Millionen Euro. 2010 wurde das Unternehmen von Mannheim-Neckarau nach Ludwigshafen-Rheingönheim verlegt.

## Bildergalerie

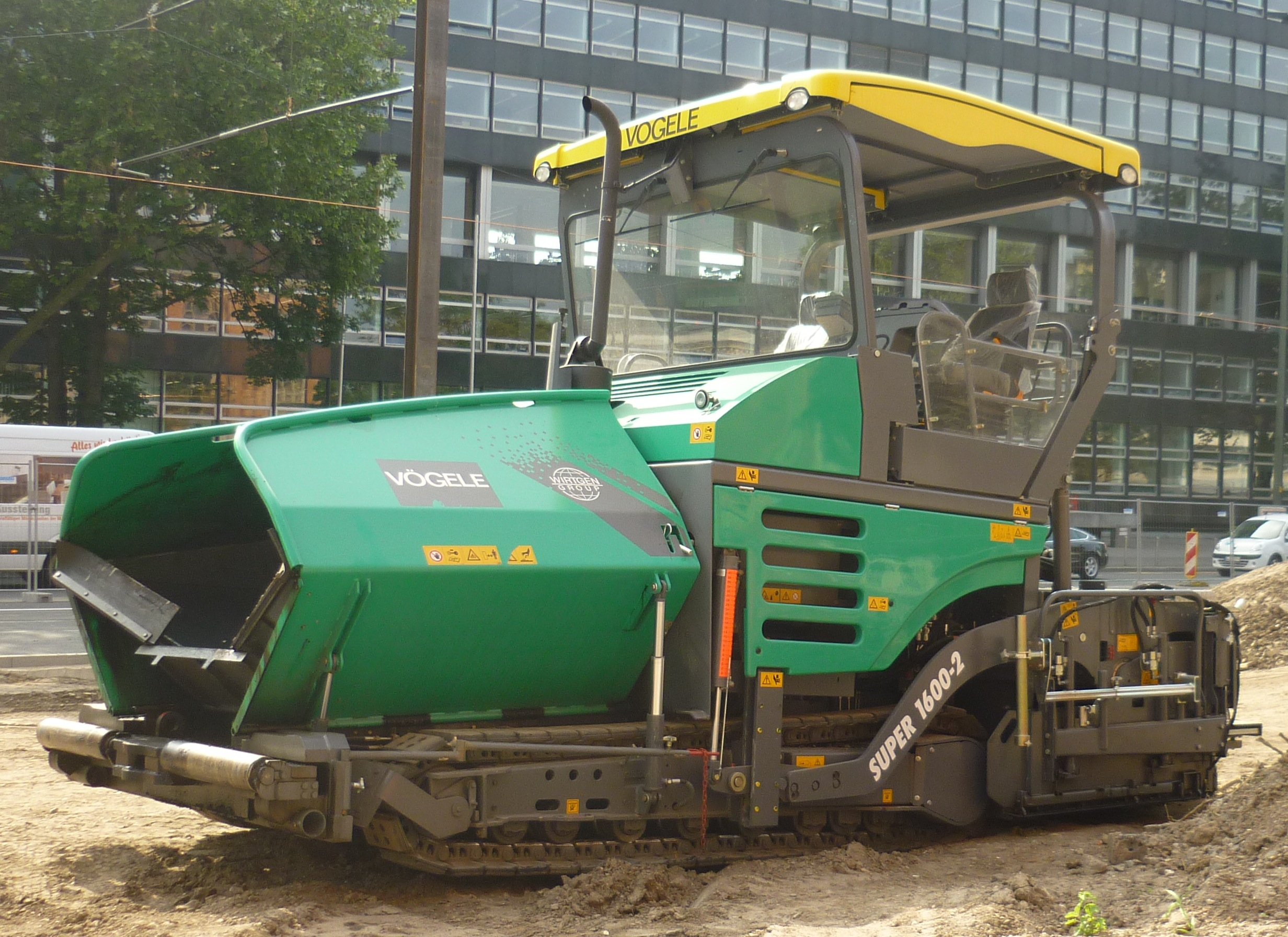
Ein Asphaltfertiger des Typs SUPER 1600-2 mit Raupenantrieb in Düsseldorf (2013)
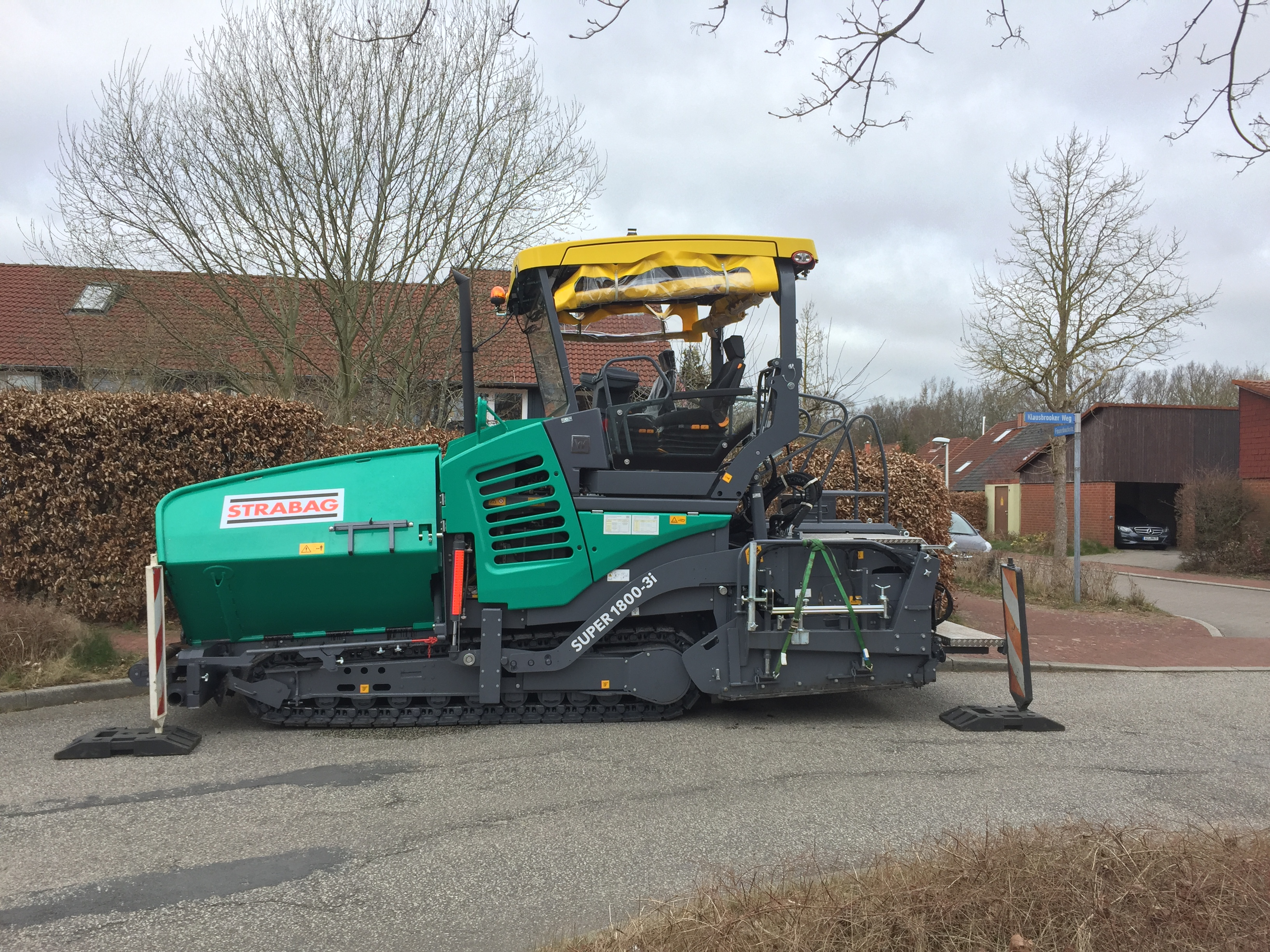
Asphaltfertiger Typ SUPER 1800-3i (2017)
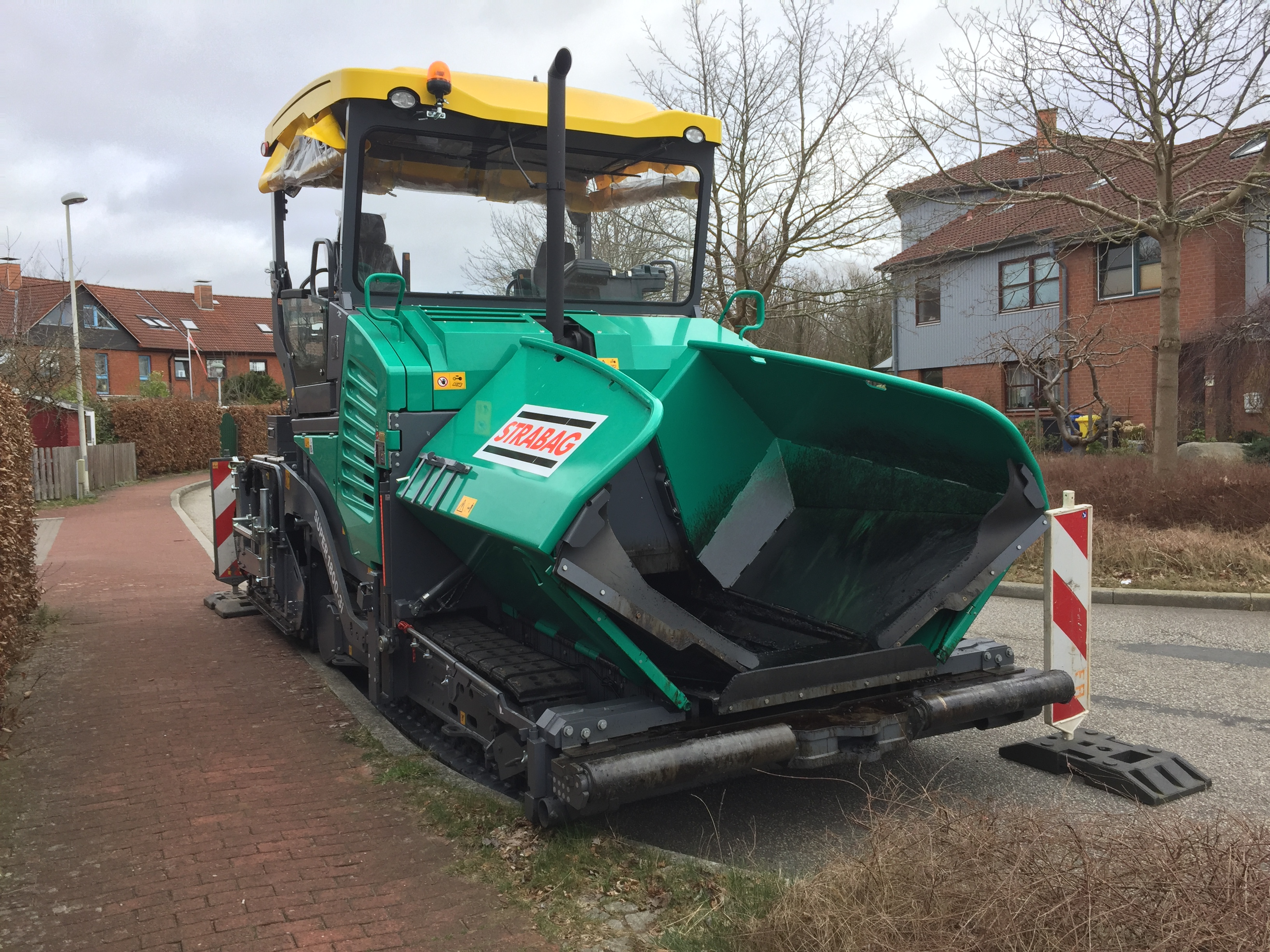
Asphaltfertiger Typ SUPER 1800-3i (2017)
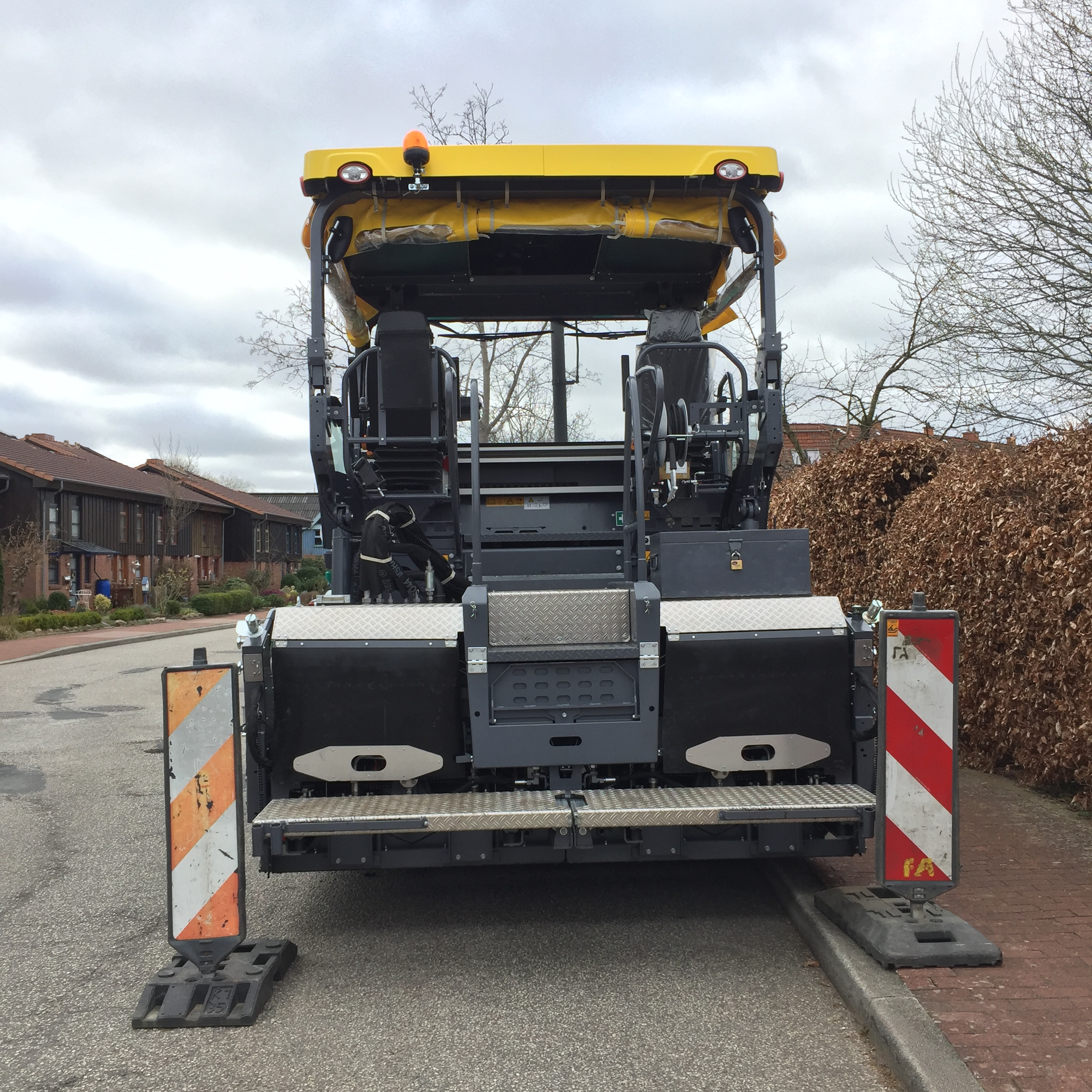
Heckansicht
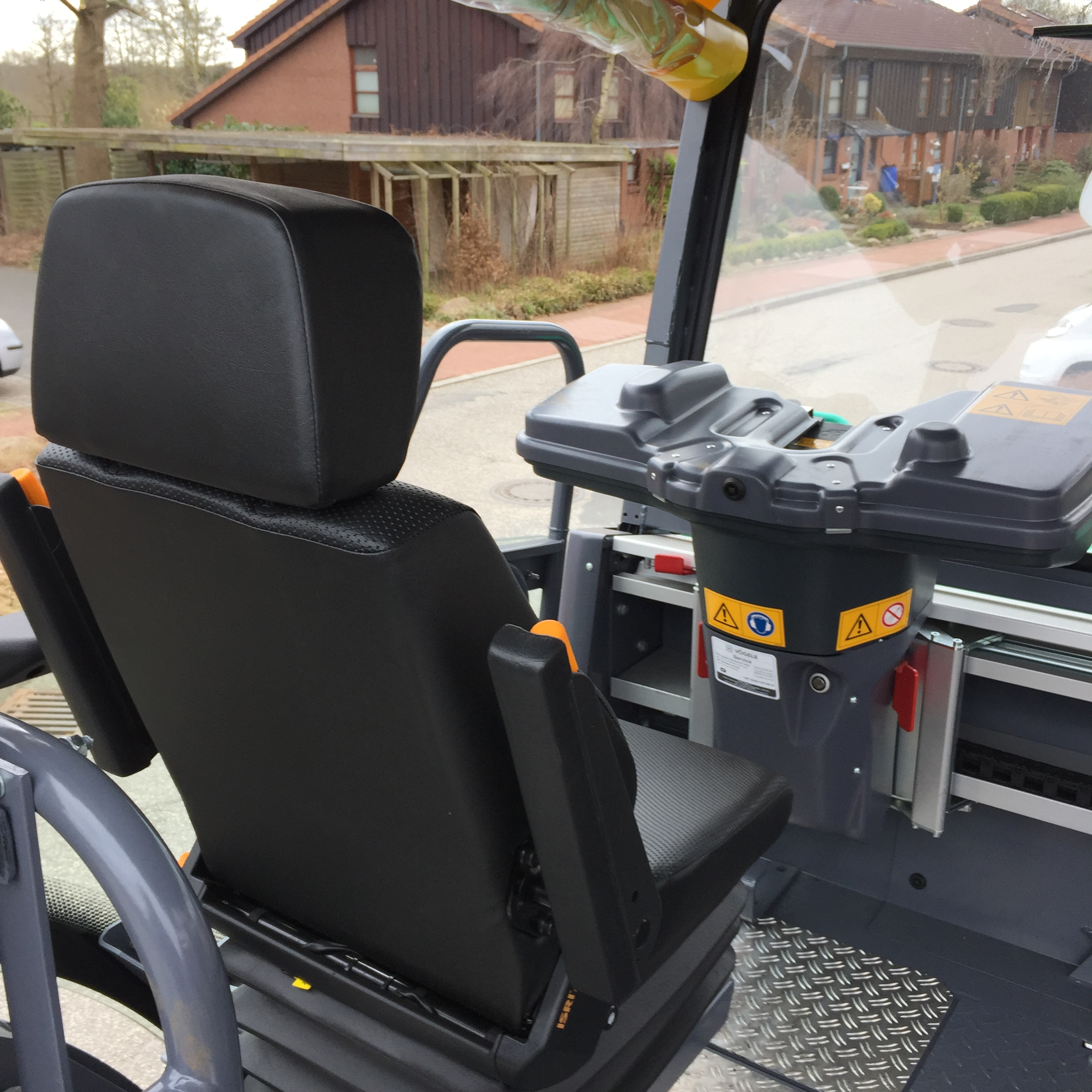
Blick auf den Fahrersitz
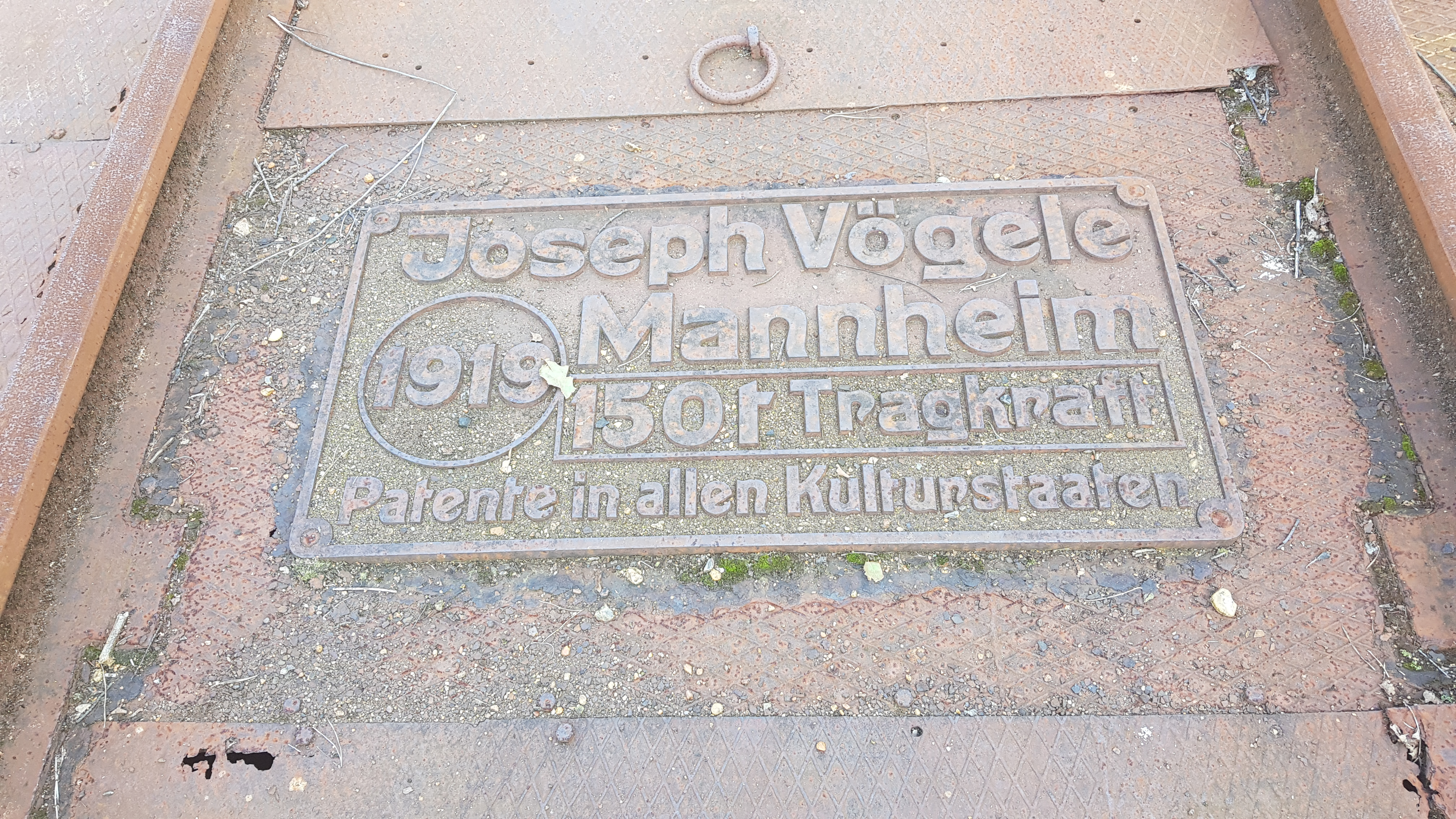
Drehscheibe in Bramming, Dänemark